# Micro-région de Celldömölk
La micro-région de Celldömölk (en hongrois : celldömölki kistérség) est une micro-région statistique hongroise rassemblant plusieurs localités autour de Celldömölk.